# هاري هورس
هاري هورس (بالإنجليزية: Harry Horse)‏ هو عازف بانجو ورسام توضيحي ومؤلف بريطاني، ولد في 9 مايو 1960 في كوفنتري في المملكة المتحدة، وتوفي في 10 يناير 2007.

## وصلات خارجية
- هاري هورس على موقع ميوزك برينز (الإنجليزية)